# آندژی کوبیتسا
آندژی کوبیتسا (لهستانی: Andrzej Kubica؛ زادهٔ ۷ ژوئیهٔ ۱۹۷۲) بازیکن فوتبال اهل لهستان بود.
از باشگاه‌هایی که در آن بازی کرده‌است می‌توان به باشگاه فوتبال مکابی تل آویو، باشگاه فوتبال زولته وارخم، باشگاه فوتبال اوئیتا ترینیتا، باشگاه فوتبال بیتار اورشلیم، باشگاه فوتبال استاندارد لیژ، باشگاه فوتبال آستریا وین، باشگاه فوتبال اوراوا رد دایموندز، باشگاه ورزشی وارخم، باشگاه فوتبال راپید وین، باشگاه فوتبال لگیا ورشو، باشگاه ورزشی زاگلبی ساسنوویتس، و باشگاه فوتبال نیس اشاره کرد.